# Joachim Szanowski
Joachim Szanowski – podpułkownik w powstaniu kościuszkowskim, rotmistrz z chorągwią 5. Pułku Koronnego Przedniej Straży w 1789 roku.